# Stadio Domenico Conte
Lo stadio Domenico Conte è il maggior impianto sportivo della città di Pozzuoli. Sorge nel quartiere di Arco Felice.

## Storia
Costruito nel 1906, è uno degli impianti sportivi più longevi del Meridione d'Italia; ha subito varie ristrutturazioni e rimaneggiamenti.
È dedicato a Domenico Conte, già sindaco di Pozzuoli, nonché giocatore della Puteolana, la squadra simbolo della città flegrea.
Nel corso degli anni è stato lo stadio di casa per gli incontri della Puteolana (formazione che vanta 4 campionati di massima serie) e del  Campania.
Attualmente questo campo ospita le partite casalinghe della Puteolana 1902.

## La struttura
Lo stadio è situato in via Virgilio nella frazione di Arco Felice.
Attualmente ha una capienza potenziale di 5.000 spettatori, suddivisi tra due settori: una tribuna coperta e i distinti (privi di copertura) divisi in due anelli. Nel luglio 2024 ottiene l'agibilità per una capienza di 1.500 spettatori.
L'impianto ha la particolarità di essere praticamente sprovvisto di curve: dietro la porta situata sul lato nord c'è lo spazio riservato ai mezzi di soccorso, mentre dietro la porta "Sud" ci sono solo due gradoni in cemento ma senza posti a sedere.
Nel periodo di maggior splendore raggiungeva una capienza di 7.000 spettatori.